# Lijst van duurste films
Dit is een lijst van de duurste films die ooit zijn gemaakt, gebaseerd op de gegevens van IMDb, tenzij anders vermeld. Uitgaven voor advertenties, posters enzovoorts zijn niet meegerekend. Er is geen inflatiecorrectie toegepast.
| Naam                                                                                           | Jaar | Kosten       |
| ---------------------------------------------------------------------------------------------- | ---- | ------------ |
| Avatar: The Way of Water                                                                       | 2022 | $400.000.000 |
| Pirates of the Caribbean: On Stranger Tides                                                    | 2011 | $378.000.000 |
| Avengers: Endgame                                                                              | 2019 | $356.000.000 |
| Avengers: Infinity War                                                                         | 2018 | $300.000.000 |
| Pirates of the Caribbean: At World's End                                                       | 2007 | $300.000.000 |
| Justice League                                                                                 | 2017 | $300.000.000 |
| Avengers: Age of Ultron                                                                        | 2015 | $279.900.000 |
| John Carter                                                                                    | 2012 | $263.700.000 |
| Tangled (Rapunzel)                                                                             | 2010 | $260.000.000 |
| Spider-Man 3                                                                                   | 2007 | $250.000.000 |
| Harry Potter en de Halfbloed Prins                                                             | 2009 | $250.000.000 |
| The Dark Knight Rises                                                                          | 2012 | $250.000.000 |
| The Hobbit: The Battle of the Five Armies                                                      | 2014 | $250.000.000 |
| Batman v Superman: Dawn of Justice                                                             | 2016 | $250.000.000 |
| Captain America: Civil War                                                                     | 2016 | $250.000.000 |
| The Fate of the Furious (Fast & Furious 8)                                                     | 2017 | $250.000.000 |
| Spectre                                                                                        | 2015 | $245.000.000 |
| Star Wars: Episode VII: The Force Awakens                                                      | 2015 | $245.000.000 |
| Avatar                                                                                         | 2009 | $237.000.000 |
| Quantum of Solace                                                                              | 2008 | $230.000.000 |
| The Amazing Spider-Man                                                                         | 2012 | $230.000.000 |
| Pirates of the Caribbean: Dead Men Tell No Tales (Pirates of the Caribbean: Salazar's Revenge) | 2017 | $230.000.000 |
| Pirates of the Caribbean: Dead Man's Chest                                                     | 2006 | $225.000.000 |
| The Chronicles of Narnia: Prince Caspian                                                       | 2008 | $225.000.000 |
| The Lone Ranger                                                                                | 2013 | $225.000.000 |
| Man of Steel                                                                                   | 2013 | $225.000.000 |
| The Hobbit: The Desolation of Smaug                                                            | 2013 | $225.000.000 |
| The Avengers                                                                                   | 2012 | $220.000.000 |
| Transformers: The Last Knight                                                                  | 2017 | $217.000.000 |
| Men in Black III                                                                               | 2012 | $215.000.000 |
| Oz the Great and Powerful                                                                      | 2013 | $215.000.000 |
| X-Men: The Last Stand                                                                          | 2006 | $210.000.000 |
| Transformers: Age of Extinction                                                                | 2014 | $210.000.000 |
| Battleship                                                                                     | 2012 | $209.000.000 |
| King Kong                                                                                      | 2005 | $207.000.000 |
| Tenet                                                                                          | 2020 | $205.000.000 |
| Superman Returns                                                                               | 2006 | $204.000.000 |
| F1                                                                                             | 2025 | $200.000.000 |
| Inside out 2 ( Binnenstebuiten 2)                                                              | 2024 | $200.000.000 |
| Titanic                                                                                        | 1997 | $200.000.000 |
| Terminator 3: Rise of the Machines                                                             | 2003 | $200.000.000 |
| Spider-Man 2                                                                                   | 2004 | $200.000.000 |
| Transformers: Revenge of the Fallen                                                            | 2009 | $200.000.000 |
| 2012                                                                                           | 2009 | $200.000.000 |
| Terminator Salvation                                                                           | 2009 | $200.000.000 |
| A Christmas Carol                                                                              | 2009 | $200.000.000 |
| Iron Man 2                                                                                     | 2010 | $200.000.000 |
| Alice in Wonderland                                                                            | 2010 | $200.000.000 |
| Toy Story 3                                                                                    | 2010 | $200.000.000 |
| Green Lantern                                                                                  | 2011 | $200.000.000 |
| Cars 2                                                                                         | 2011 | $200.000.000 |
| Skyfall                                                                                        | 2012 | $200.000.000 |
| Iron Man 3                                                                                     | 2013 | $200.000.000 |
| Monsters University                                                                            | 2013 | $200.000.000 |
| The Amazing Spider-Man 2                                                                       | 2014 | $200.000.000 |
| X-Men: Days of Future Past                                                                     | 2014 | $200.000.000 |
| Finding Dory                                                                                   | 2016 | $200.000.000 |
| Rogue One: A Star Wars Story                                                                   | 2016 | $200.000.000 |
| Guardians of the Galaxy Vol. 2                                                                 | 2017 | $200.000.000 |
| Guardians of the Galaxy                                                                        | 2014 | $195.900.000 |
| Transformers: Dark of the Moon                                                                 | 2011 | $195.000.000 |
| Star Trek: Into Darkness                                                                       | 2013 | $190.000.000 |
| World War Z                                                                                    | 2013 | $190.000.000 |
| Pacific Rim                                                                                    | 2013 | $190.000.000 |
| Furious 7                                                                                      | 2015 | $190.000.000 |
| Tomorrowland (Project T)                                                                       | 2015 | $190.000.000 |
| Indiana Jones and the Kingdom of the Crystal Skull                                             | 2008 | $185.000.000 |
| The Dark Knight                                                                                | 2008 | $185.000.000 |
| Brave                                                                                          | 2012 | $185.000.000 |
| Jack the Giant Slayer                                                                          | 2013 | $185.000.000 |
| Star Trek: Beyond                                                                              | 2016 | $185.000.000 |
| Kong: Skull Island                                                                             | 2017 | $185.000.000 |
| Pirates of the Caribbean: The curse of the Black Pearl                                         | 2003 | $180.000.000 |
| The Chronicles Of Narnia: The Lion, the Witch and the Wardrobe                                 | 2005 | $180.000.000 |
| The Golden Compass (Het Gouden Kompas)                                                         | 2007 | $180.000.000 |
| WALL-E                                                                                         | 2008 | $180.000.000 |
| The Hobbit: An Unexpected Journey                                                              | 2012 | $180.000.000 |
| Thor: Ragnarok                                                                                 | 2017 | $180.000.000 |
| Maleficent                                                                                     | 2014 | $180.000.000 |
| The Legend of Tarzan                                                                           | 2016 | $180.000.000 |
| Fantastic Beasts and Where to Find Them                                                        | 2016 | $180.000.000 |
| Edge of Tomorrow                                                                               | 2014 | $178.000.000 |
| X-Men: Apocalypse                                                                              | 2016 | $178.000.000 |
| Jupiter Ascending                                                                              | 2015 | $176.000.000 |
| Waterworld                                                                                     | 1995 | $175.000.000 |
| Terminator 3: Rise of the Machines                                                             | 2003 | $175.000.000 |
| Troy                                                                                           | 2004 | $175.000.000 |
| Harry Potter and the Order of the Phoenix                                                      | 2007 | $175.000.000 |
| Evan Almighty                                                                                  | 2007 | $175.000.000 |
| The Mummy: Tomb of the Dragon Emperor                                                          | 2007 | $175.000.000 |
| Monsters vs. Aliens                                                                            | 2009 | $175.000.000 |
| Up                                                                                             | 2009 | $175.000.000 |
| G.I. Joe: The Rise of Cobra                                                                    | 2009 | $175.000.000 |
| 47 Ronin                                                                                       | 2013 | $175.000.000 |
| Inside Out (Binnenstebuiten)                                                                   | 2015 | $175.000.000 |
| The Good Dinosaur                                                                              | 2015 | $175.000.000 |
| The Jungle Book                                                                                | 2016 | $175.000.000 |
| Suicide Squad                                                                                  | 2016 | $175.000.000 |
| Wild Wild West                                                                                 | 1999 | $170.000.000 |
| Tron: Legacy                                                                                   | 2010 | $170.000.000 |
| Snow White and the Huntsman                                                                    | 2012 | $170.000.000 |
| Thor: The Dark World                                                                           | 2013 | $170.000.000 |
| Captain America: The Winter Soldier                                                            | 2014 | $170.000.000 |
| Dawn of the Planet of the Apes                                                                 | 2014 | $170.000.000 |
| Guardians of the Galaxy                                                                        | 2014 | $170.000.000 |
| How to Train Your Dragon (Hoe tem je een draak)                                                | 2010 | $165.000.000 |
| Wreck-It Ralph                                                                                 | 2012 | $165.000.000 |
| Interstellar                                                                                   | 2014 | $165.000.000 |
| Big Hero 6                                                                                     | 2014 | $165.000.000 |
| Doctor Strange                                                                                 | 2016 | $165.000.000 |
| Cowboys & Aliens                                                                               | 2011 | $163.000.000 |
| Van Helsing                                                                                    | 2004 | $160.000.000 |
| Poseidon                                                                                       | 2006 | $160.000.000 |
| Shrek the Third (Shrek de Derde)                                                               | 2007 | $160.000.000 |
| Inception                                                                                      | 2010 | $160.000.000 |
| Fast & Furious 6                                                                               | 2013 | $160.000.000 |
| Godzilla                                                                                       | 2014 | $160.000.000 |
| Warcraft                                                                                       | 2016 | $160.000.000 |
| Jurassic World                                                                                 | 2015 | $150.000.000 |
| Beauty and the Beast                                                                           | 2017 | $160.000.000 |
| Alexander                                                                                      | 2004 | $155.000.000 |
| Robin Hood                                                                                     | 2010 | $155.000.000 |
| Terminator Genisys                                                                             | 2015 | $155.000.000 |
| Master and Commander: The Far Side of the World                                                | 2003 | $150.000.000 |
| Harry Potter and the Goblet of Fire                                                            | 2005 | $150.000.000 |
| The Polar Express                                                                              | 2004 | $150.000.000 |
| Charlie and the Chocolate Factory                                                              | 2005 | $150.000.000 |
| Mission: Impossible III                                                                        | 2006 | $150.000.000 |
| Transformers                                                                                   | 2007 | $150.000.000 |
| I Am Legend                                                                                    | 2007 | $150.000.000 |
| Angels & Demons                                                                                | 2009 | $150.000.000 |
| Mission: Impossible – Rogue Nation                                                             | 2015 | $150.000.000 |
| Frozen                                                                                         | 2013 | $150.000.000 |

Bijgewerkt op 7 december 2023